# Sönam Choklang
Sönam Choklang, noto anche come Chökyi Langpo (Ü-Tsang, 1438 – 1505), è stato uno dei principali leader buddhisti in Tibet. Dopo la sua morte è stato riconosciuto come secondo Panchen Lama.
Nato in una famiglia povera, era soprannominato Beʼu, vitello, per via della sua carnagione pallida e con questo nome si presentò al Ganden Tripa del Gelug, che allora era probabilmente Lodrö Chökyong. Fu lui a dargli il nome Sönam Chökyi Langpo, "toro sul lato della virtù", e ad ammetterlo alla scuola.
Al termine della sua istruzione, tornò nelle sue terre d'origine nell'Ü-Tsang, dove raccolse numerosi discepoli, fondò il piccolo monastero di Üding e commissionò la realizzazione di una grande statua del Buddha.
Alla fine della sua vita si ritirò nell'eremitismo.